# Sotiris Kostopulos
Sotiris Kostopulos, gr. Σωτήρης Κωστόπουλος (ur. 23 czerwca 1943 w Eleochori w ditiki Achaja) – grecki polityk, dziennikarz i politolog, rzecznik prasowy rządu (1988–1989), poseł do Parlamentu Europejskiego III kadencji.

## Życiorys
Urodził się miejscowości Elaiochori w Achai, wychowywał się w Patras. Ukończył studia polityczne i ekonomiczne na Uniwersytecie w Pawii, następnie obronił doktorat z zakresu politologii. Kształcił się też w Graduate Institute of International and Development Studies w Genewie w zakresie spraw międzynarodowych i europejskich. Działał jako dziennikarz, opublikował wiele artykułów, a także kilkanaście książek poświęconych głównie współczesnej polityce i terroryzmowi.
W młodym wieku zaangażował się w działalność polityczną, był zainspirowany postacią Andreasa Papandreu. W 1968 należał do założycieli Panhelleńskiego Ruchu Wyzwolenia, a w 1974 do współtwórców Panhelleńskiego Ruchu Socjalistycznego. Należał do komitetu centralnego ugrupowania, redagował też partyjną gazetę „Eksormisi”. W latach 1981–1985 i 1987–1988 był sekretarzem generalnym przy rządzie ds. komunikacji i informacji. Od 1985 do 1987 doradzał premierowi w zakresie komunikacji zewnętrznej, a od 1988 do 1989 pozostawał rzecznikiem prasowym rządu.
W 1989 uzyskał mandat posła do Parlamentu Europejskiego III kadencji. Przystąpił początkowo do Grupy Socjalistycznej, od czerwca 1992 do czerwca 1993 pozostawał niezrzeszony. Następnie powrócił do poprzedniej frakcji, działającej już pod nazwą Partia Europejskich Socjalistów. Został członkiem m.in. Komisji ds. Praw Kobiet, Komisji ds. Młodzieży, Kultury, Edukacji, Środków Masowego Przekazu i Sportu oraz Komisji ds. Rozwoju i Współpracy. Później zajął się ponownie działalnością publicystyczną i wydawaniem kolejnych pozycji książkowych.